# Keisuke Ōsako
Keisuke Ōsako (jap. 大迫 敬介, Ōsako Keisuke; * 28. Juli 1999 in Izumi, Präfektur Kagoshima) ist ein japanischer Fußballspieler.

## Karriere

### Verein
Keisuke Ōsako erlernte das Fußballspielen in der Jugendmannschaft von Sanfrecce Hiroshima. Seinen ersten Vertrag unterschrieb er 2018 bei Sanfrecce Hiroshima. Der Verein aus Hiroshima, einer Hafenstadt im Südwesten der japanischen Hauptinsel Honshū, spielte in der höchsten Liga des Landes, der J1 League. 2018 wurde er mit dem Club japanischer Vizemeister. Am 22. Oktober 2022 stand er mit Hiroshima im Endspiel des Japanischen Ligapokals. Hier besiegte man Cerezo Osaka mit 2:1. Am 8. Februar 2025 gewann er mit Sanfrecce Hiroshima den japanischen Supercup. Das Spiel gegen den Meister Vissel Kōbe gewann man mit 2:0.

### Nationalmannschaft
Keisuke Ōsako spielt seit 2019 in der Nationalmannschaft von Japan. Sein Länderspieldebüt gab er am 18. Juni 2019 in einem Spiel der Copa América gegen Chile im Estádio do Morumbi in São Paulo.

## Erfolge
Sanfrecce Hiroshima
- Japanischer Vizemeister: 2018, 2024
- Japanischer Ligapokalsieger: 2022
- Japanischer Supercup-Sieger: 2025